# Geum tanzybeicum
Geum tanzybeicum är en rosväxtart som först beskrevs av Stepanov, och fick sitt nu gällande namn av Jenny E.E. Smedmark. Geum tanzybeicum ingår i släktet nejlikrotsläktet, och familjen rosväxter. Inga underarter finns listade i Catalogue of Life.